# گرامادو خاویر
گرامادو خاویر (به پرتغالی: Gramado Xavier) یک منطقهٔ مسکونی در برزیل است که در ریو گرانده جنوبی واقع شده‌است. گرامادو خاویر ۴٬۳۵۲ نفر جمعیت دارد.